# Materielt afledte
Den materielt afledte er en matematisk operator inden for fysikken og især væskedynamik. Den kan anvendes på en given fysisk størrelse i en strøm, fx hastighed eller densitet, og er defineret som ændringen over tid plus ændringen over placering i strømmen, den advektivt afledte. Matematisk kan den noteres som:
{\displaystyle {\frac {D}{Dt}}={\frac {\partial }{\partial t}}+({\vec {v}}\cdot {\vec {\nabla }})}
Den indgår i Navier-Stokes' ligning, der er central inden for væskedynamik.

## Fodnoter
1. ↑  Lautrup, Benny. "Continuum Dynamics", Physics of Continuous Matter (2. udgave), Taylor & Francis Group LLC 2011, s. 197. ISBN 978-1-4200-7700-1.

| Fysik | Spire Denne artikel om fysik er en spire som bør udbygges. Du er velkommen til at hjælpe Wikipedia ved at udvide den. |